# Serpho
Serpho is een geslacht van weekdieren uit de klasse van de Gastropoda (slakken).

## Soorten
- Serpho kivi (Gray, 1843)
- Serpho matthewsi Suter, 1909